# 54-й Массачусетський піхотний добровольчий полк
54-й Массачусетський піхотний полк (54th Massachusetts Infantry Regiment) — піхотний полк у складі армії Союзу під час громадянської війни у США. Підрозділ був другим афроамериканським полком після 1-го Канзаського кольорового добровольчого піхотного полку, організованого в північних штатах під час громадянської війни. [1] Уповноважений Прокламацією про звільнення, полк складався з афро-американських військовослужбовців під командуванням білих офіцерів. 
Підрозділ розпочав набір у лютому 1863 року та проходив навчання в таборі Мейгс на околиці Бостона.  Відомі аболіціоністи брали активну участь у вербуванні, зокрема Фредерік Дуглас, чиї двоє синів були одними з перших, хто прийшов на службу. [5] Губернатор Массачусетсу Джон Альбіон Ендрю, який тривалий час чинив тиск на Військове відомство США, щоб воно розпочало вербування афроамериканців, надав першочергову увагу формуванню 54-го Массачусетського полку.  Ендрю призначив командувати полком полковника Роберта Гулда Шоу, сина бостонських аболіціоністів. Вільна чорна спільнота в Бостоні також відіграла важливу роль у вербуванні.  Після виходу з Массачусетсу 28 травня 1863 року 54-й полк був відправлений до Бофорта (Південна Кароліна) і став частиною X корпусу під командуванням генерал-майора Девіда Гантера.
Під час служби в X корпусі 54-й Массачусетський полк брав участь в операціях проти Чарльстона (Південна Кароліна), включаючи битву біля пристані Грімбола 16 липня 1863 року та відому Другу битву за форт Вагнер 18 липня 1863 року. Під час останнього бою 54-й Массачусетський полк разом з іншими полками Союзу здійснив фронтальний штурм форту Вагнер і зазнав втрат у 20 убитих, 125 поранених і 102 зниклих безвісти (переважно вважалося загиблими) — приблизно 40 відсотків чисельності підрозділу на той час. [9] Полковник Роберт Г. Шоу був убитий на парапеті форту Вагнера. У 1864 році у складі департаменту Флориди 54-й Массачусетський полк брав участь у битві біля Олусті.
Служба 54-го Массачусетського полку, зокрема їхня атака у форті Вагнер, незабаром стала одним із найвідоміших епізодів війни, інтерпретованих за допомогою мистецтва, поезії та пісень.  У 1989 році про полк знято фільм «Слава». 